# Werner Ekman
Werner Nicolai Ekman (* 15. Mai 1893 in Rantasalmi; † 3. Oktober 1968 in Seinäjoki) war ein finnischer Sportschütze.

## Erfolge
Werner Ekman nahm an den Olympischen Spielen 1924 in Paris in der Disziplin Trap teil. Im Mannschaftswettbewerb belegte er 1924 mit der finnischen Mannschaft hinter den Vereinigten Staaten und Kanada den dritten Platz. Mit insgesamt 360 Punkten war die Mannschaft, die neben Ekman noch aus Konrad Huber, Robert Tikkanen, Georg Nordblad, Magnus Wegelius und Robert Huber bestand, gleichauf mit den Kanadiern, unterlag diesen aber in einem abschließenden Stechen und gewann damit die Bronzemedaille. Ekman war mit 91 Punkten der drittbeste Schütze der Mannschaft. In der Einzelkonkurrenz erzielte er mit 94 Punkten den elften Platz.
1937 wurde er in Helsinki in der Mannschaftskonkurrenz Weltmeister. Bereits 1929 hatte er in Stockholm mit der Mannschaft Silber gewonnen. 1947 sicherte er sich ebenda im Mannschaftswettbewerb Bronze.